# Teror
Teror – miasto na Gran Canarii z zabytkową XVIII-wieczną bazyliką patronki wyspy Matki Boskiej Sosnowej – Basilico Nuestra Señora del Pino.
Z Teror pochodzi Raquel del Rosario Macías, hiszpańska piosenkarka.

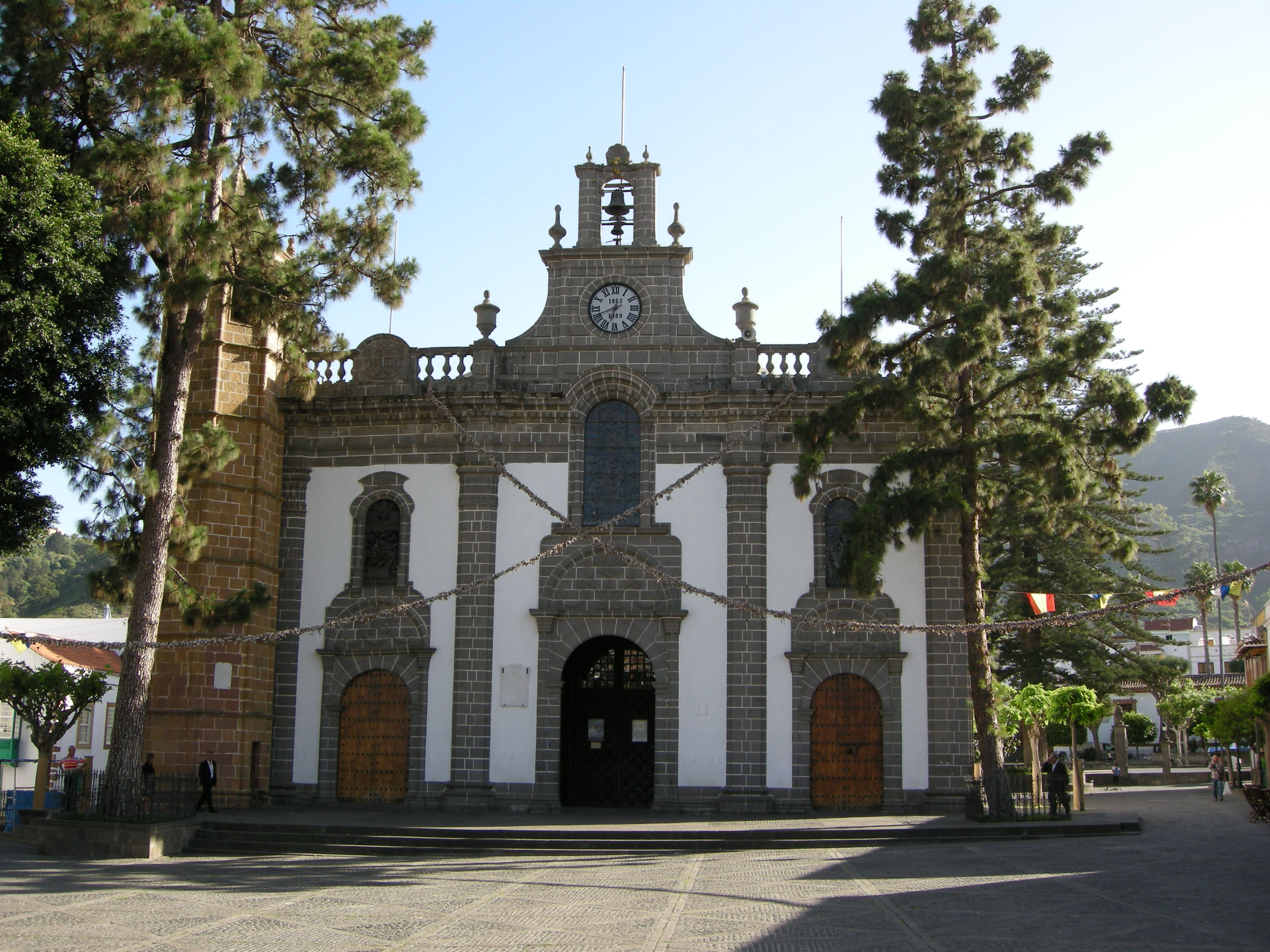
Basilico Nuestra Señora del Pino